# Inversion du champ magnétique terrestre

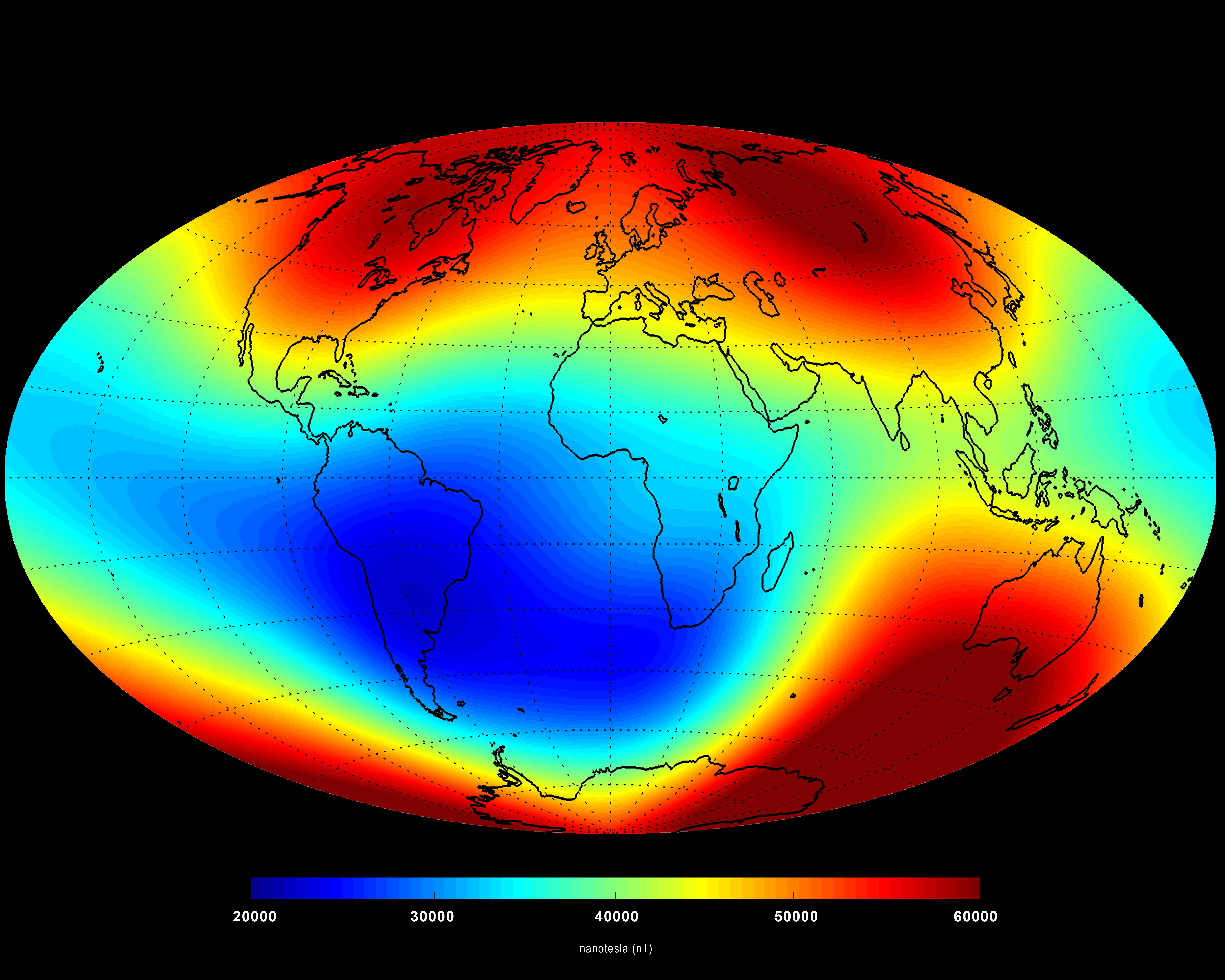
Champ magnétique terrestre mesuré en juin 2014 par la sonde Swarm (ESA/DTU Space).

«  Basculement des pôles » redirige ici. Pour les autres significations, voir Basculement et Pôle.
Pour un article plus général, voir Champ magnétique terrestre.
L'inversion du champ magnétique terrestre (ou basculement des pôles) est un phénomène récurrent dans l'histoire géologique terrestre, le pôle Nord magnétique se déplace au pôle Sud géographique, et inversement. C'est le résultat d'une perturbation de la stabilité du noyau de la Terre. Le champ géomagnétique s’affole alors pendant une courte période (de 1 000 à 10 000 ans) pendant laquelle les pôles magnétiques se déplacent rapidement sur toute la surface du globe, ou disparaissent, selon les théories.
Au cours de cette transition, l'intensité du champ géomagnétique est très faible et la surface de la planète peut être exposée au vent solaire, potentiellement dangereux pour les organismes vivants. Si cela se produisait aujourd'hui, de nombreuses technologies utilisant le champ géomagnétique pourraient aussi être affectées.
À la fin de cette période de transition, soit les pôles magnétiques reprennent leurs positions initiales, il s'agit alors seulement d'une excursion géomagnétique, soit ils permutent et on parle alors d'inversion.
Le champ terrestre s'est inversé environ 300 fois ces 200 derniers millions d'années. La dernière inversion est survenue il y a 780 000 ans et la dernière excursion il y a 33 000 ans, personne ne sait quand la prochaine se produira.

## Histoire
C'est en 1905 que Bernard Brunhes montre que certaines roches volcaniques ont été aimantées dans la direction opposée à celle du champ magnétique terrestre local ; il en conclut que le champ peut s'inverser.
La première estimation du calendrier des inversions magnétiques est faite dans les années 1920 par Motonori Matuyama, qui observe que les roches avec des champs inversés datent toutes du début du Pléistocène ou d'avant. À l'époque, la polarité du champ terrestre est mal comprise et la possibilité d'inversions suscite peu d'intérêt,.
Mais 30 ans plus tard, lorsque le champ magnétique terrestre est mieux compris, des théories plus avancées suggèrent que le champ terrestre pourrait avoir été inversé dans le passé lointain. La plupart des recherches paléomagnétiques de la fin des années 1950 comprennent un examen de l'errance des pôles et de la dérive des continents. Bien que l'on ait découvert que certaines roches inversent leur champ magnétique pendant le refroidissement, il devient évident que la plupart des roches volcaniques aimantées conservent des traces du champ magnétique de la Terre au moment où la roche s’est refroidie. En l'absence de méthodes fiables pour la datation précise des roches, on pense alors que les inversions se produisent une fois par million d'années environ,.
Les techniques de datation radiométrique développées dans les années 1950 permettent une avancée majeure dans la compréhension des inversions magnétiques. Allan Cox et Richard Doell, à l'United States Geological Survey, ont voulu savoir si les revirements étaient survenus à intervalles réguliers, et ont invité le géochronologue Brent Dalrymple à rejoindre leur groupe. Ils conçoivent la première échelle de temps de la polarité magnétique en 1959. Au fur et à mesure de l'accumulation des données, ils ont continué à affiner cette échelle, en compétition avec Don Tarling et Ian McDougall de l'Université nationale australienne. Un groupe dirigé par Neil Opdyke au Lamont-Doherty Geological Observatory a montré que le même schéma d'inversions est enregistré dans les sédiments prélevés au cœur des eaux profondes.
Durant les années 1950 et 1960, les informations sur les variations du champ magnétique de la Terre sont recueillies principalement au moyen de navires océanographiques. Mais les itinéraires complexes des routes maritimes rendent l'association des données de navigation avec des lectures de magnétomètre difficile. Ce n'est que lorsque les données ont été reportées sur une carte que sont apparues des bandes magnétiques remarquablement régulières et continues sur le plancher océanique,.
En 1963, Frederick Vine et Drummond Matthews fournissent une explication simple en combinant la théorie de l'expansion des fonds océaniques de Harry Hess avec l'échelle de temps connue des inversions : si un nouveau fond marin est aimanté dans le sens du champ, alors il va changer sa polarité lorsque le champ s'inverse. Ainsi, l'expansion des fonds océaniques à partir d'une crête centrale va produire des bandes magnétiques parallèles à l'arête.
Le Canadien LW Morley propose de manière indépendante une explication similaire en janvier 1963, mais son travail est rejeté par les revues scientifiques Nature et Journal of Geophysical Research, et reste inédit jusqu'en 1967, quand il paraît dans le magazine littéraire Saturday Review. L'hypothèse de Morley-Vine-Matthews est le premier pas scientifique déterminant de la théorie de l'expansion des fonds océaniques et de la dérive des continents.
À partir de 1966, les scientifiques du Lamont-Doherty Geological Observatory constatent que les profils magnétiques du Pacific Crest Trail sont symétriques et correspondent à ceux des crêtes de la dorsale de Reykjanes dans l'Atlantique Nord. Les mêmes anomalies magnétiques sont trouvées dans la majeure partie des océans du monde, ce qui permet une estimation de la date à laquelle la plus grande partie de la croûte océanique s'est développée,.
En 2017, des chercheurs grenoblois parviennent à modéliser les turbulences dans le noyau externe de la Terre, ce qui aide à comprendre les changements géomagnétiques.

## Mécanisme

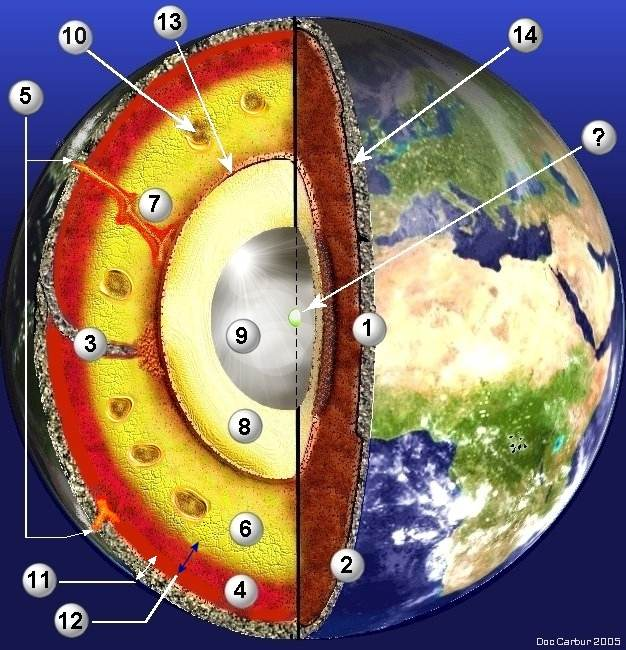
On peut voir le noyau externe liquide (8), autour du noyau interne solide (9).

Selon la théorie en vigueur, le noyau de la Terre, comme celui d'autres planètes, est une gigantesque dynamo magnétohydrodynamique qui génère le champ magnétique terrestre. Ce phénomène serait dû aux mouvements du noyau externe, composé d'alliages de fer et de nickel en fusion, et aux courants électriques induits par rapport au noyau interne (solide).
Dans les simulations, on observe que les lignes de champ magnétique peuvent parfois se désorganiser et s'emmêler à cause des mouvements chaotiques du métal liquide dans le noyau terrestre.
Gary Glatzmaier et son collaborateur Paul Roberts, de l'Université de Californie à Los Angeles, ont reproduit, grâce à une simulation, le champ magnétique terrestre sur plus de 40 000 ans et une inversion a pu être observée,. Des inversions irrégulières ont également été observées en laboratoire lors d’expérimentations sur le métal liquide (expérience VKS).
Dans ces simulations, le champ magnétique s'inverse spontanément à la suite d'une instabilité dans le noyau. Ce scénario est soutenu par les observations du champ magnétique solaire, qui subit des inversions spontanées tous les 9-12 ans environ. Cependant, on observe que l'intensité magnétique solaire augmente considérablement avant une inversion, tandis que sur Terre les inversions semblent se produire pendant les périodes de faible intensité du champ.

### Causes
On pense généralement que la dynamo terrestre s’arrête, soit spontanément soit à la suite d'un événement déclencheur, et qu'après une période de transition (de 1 000 à 10 000 ans) elle repart d’elle-même avec le pôle Nord magnétique en haut ou en bas. Quand le nord réapparaît dans la direction opposée, c'est une inversion ; quand il reprend sa position initiale, c'est une excursion géomagnétique.
Une autre théorie est proposée par une équipe de scientifiques français. Lors de cette transition, selon les travaux de paléomagnétisme qu'ils ont menés, le pôle Nord se déplace, traverse l’équateur (arrivant parfois jusqu’en Antarctique), puis se dirige vers l’est avant de retourner au nord géographique selon une grande boucle décrite dans le sens des aiguilles d’une montre ; parfois, l’excursion a lieu en sens inverse, mais selon le même chemin. Dans tous les cas, ce mouvement est accompagné d’un affaiblissement sensible de la valeur du champ.
Cette similarité des trajectoires conduit ces scientifiques à émettre l’hypothèse que le champ magnétique terrestre est constitué de deux champs distincts, celui de la graine (noyau interne), composée de métal solide, et celui du noyau externe. La graine constitue une sorte de « réservoir magnétique » accumulant ce champ externe.
Lorsque, pour une raison inconnue, le champ magnétique du noyau externe s’inverse, le champ magnétique de la graine peut suivre ou ne pas suivre ce mouvement, selon son ampleur : si les deux champs basculent, on obtient une inversion totale ; si le champ de la graine résiste, le champ du noyau externe revient à son orientation initiale, c'est une excursion.
Puisque l'orientation des pôles reste la même après une excursion géomagnétique, il est difficile de les reconnaître dans les archives géologiques naturelles. On dispose donc de peu de données à leur sujet.

#### Hypothèse de l'événement déclencheur
Certains scientifiques, comme Richard A. Muller, pensent que les inversions géomagnétiques sont déclenchées par des événements qui perturbent le flux du noyau de la Terre. Ces événements pourraient être d'origine externe, comme l'impact d'une comète,, ou interne, comme l'entrée de dalles continentales dans le manteau par l'action de la tectonique des plaques ou la remontée de lave à la limite de la frontière noyau-manteau.
Les partisans de cette théorie soutiennent que l'un de ces événements pourrait conduire à une perturbation à grande échelle de la dynamo, éteignant complètement le champ géomagnétique. Comme le champ magnétique est stable aussi bien avec l'orientation nord-sud actuelle que dans l'orientation inverse, ils suggèrent qu'après la transition, il choisit spontanément un sens et qu'il y a une chance sur deux qu'une inversion se produise.
Cependant, le mécanisme proposé ne semble pas fonctionner du point de vue quantitatif, et les preuves stratigraphiques d'une corrélation entre inversions et impact cosmique sont faibles. Plus frappant encore, il n'existe aucune preuve d'une inversion liée à l'impact cosmique qui a causé l'extinction du Crétacé-Tertiaire.

### Transition

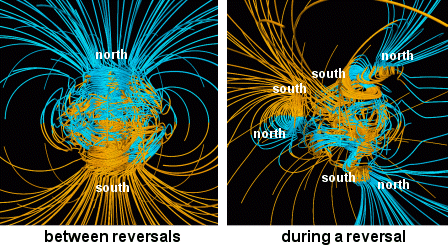
Simulation sur ordinateur de la NASA utilisant le modèle de Glatzmaier et Roberts. Les tubes représentent des lignes de champ magnétique, bleus quand elles vont en direction du centre et jaunes lorsqu'elles s'en éloignent. L'axe de rotation de la Terre est centré et vertical. Les amas denses de lignes sont dans le noyau terrestre.

Le champ magnétique peut ne pas disparaître complètement, avec de nombreux pôles se formant chaotiquement dans différents endroits, jusqu'à ce que l'inversion se stabilise à nouveau,. Une modélisation de la NASA(ci-contre) montre que pendant cette période l’axe du champ magnétique change extrêmement vite jusqu’à l’inversion totale.
En général on estime la durée d'une transition de polarité entre 1 000 et 10 000 ans. Cependant, plusieurs transitions plus rapides ont été observées :
- les études des coulées de lave sur les Steens Mountain, en Oregon, indiquent que le champ magnétique pourrait avoir changé jusqu'à 10 000 fois plus vite que la normale, il y a 15 millions d'années[20].
Ceci a été d'abord accueilli avec scepticisme par les paléomagnétistes, car même en cas de changements aussi rapides dans le noyau, le manteau, qui est un semi-conducteur, est censé agir comme un filtre passe-bas, en supprimant les variations pour des périodes de moins de quelques mois. Plusieurs hypothèses ont été proposées pour expliquer un faux signal[21]. Pourtant, les études paléomagnétiques d'autres zones de la même région (le Trapp du Plateau du Columbia) donnent des résultats cohérents[22],[23] ;
- l'étude de la dernière transition en date montre également que celle-ci s'est déroulée extrêmement rapidement (de l'ordre de la durée de vie humaine)[24],[25] ;
- il semble que la période de polarité inversée qui marque la fin de Chron C5Cr (16,7 millions d'années) contienne une série d’inversions et d'excursions[26] ;
- les géologues Scott Bogue d'Occidental College et Jonathan Glen du United States Geological Survey ont trouvé des preuves, en faisant des prélèvements dans les coulées de lave à Battle Mountain, au Nevada, que lors d'une inversion qui a eu lieu 15 millions d'années plus tôt, la transition n'a duré que quelques années et la direction du champ a changé de plus de 50°[27],[28].

Selon une théorie, la transition n'est que la deuxième des trois étapes de l'inversion, qui durent chacune en moyenne 2 000 ans. La première est la phase dite précurseur : les pôles se déplacent vers l’équateur terrestre puis reprennent leur position d’origine ; après la transition une troisième phase, le rebond, ramène de nouveau les pôles vers l’équateur avant qu’ils ne basculent définitivement.

### Conséquences
Au cours de cette transition, l'intensité du champ magnétique est très faible et la surface de la planète peut être exposée à des radiations solaires. De nombreuses technologies utilisant le champ magnétique pourraient aussi être affectées.

#### Radiations et vents solaires
Plusieurs scientifiques ont émis l’hypothèse que si l'intensité du champ magnétique diminue fortement, les particules de haute énergie piégées dans la ceinture de Van Allen pourrait être libérées et bombarder la Terre,.
Une autre hypothèse de McCormac et Evans suppose que le champ terrestre disparaîtrait entièrement lors des inversions. Ils soutiennent que l'atmosphère de Mars pourrait avoir été érodée par le vent solaire, car elle n'avait pas de champ magnétique pour la protéger.
Cependant, les mesures de la paléointensité des 800 000 dernières années révèlent que le champ magnétique ne disparaît jamais complètement. La magnétopause reste toujours à une distance estimée à environ trois rayons terrestres lors de l'inversion Brunhes-Matuyama.
Si le champ magnétique s'affaiblit fortement ou disparait, l'impact du vent solaire peut induire un champ magnétique suffisant dans l'ionosphère pour protéger la surface des particules énergétiques, mais cette collision engendrerait une radiation secondaire de type 10Be ou 36Cl que ce soit pendant les excursions, ou pendant les inversions,.

#### Perturbations électromagnétiques
Certains effets pourraient se révéler très dommageables pour nos sociétés modernes, perturbations des signaux électromagnétiques, des appareils électroniques, corrosion prématurée des pipelines, jusqu'à des coupures de courant massives comme en 1989 au Québec, les conséquences sont innombrables.
Des tempêtes solaires mineures ont eu lieu en 2003, provoquant l’arrêt du réseau électrique suédois. En 1859, une série d'éruptions solaires avait provoqué des aurores boréales jusqu'aux iles caraïbes. En mai 2024, une tempête solaire provoque des aurores boréales visibles en Europe et en France. Une inversion complète du champ magnétique pourrait conduire à l'extinction de tous les appareils électriques de la planète, « qui coûterait à l'économie des dizaines de milliards de dollars par jour ».
Le World Magnetic Model (en) (WMM) doit être régulièrement mis à jour en raison de l'accélération du déplacement du pôle magnétique nord depuis l'an 2000.

#### Extinctions
Peu de temps après que la première échelle de temps de polarité géomagnétique a été produite, des scientifiques ont commencé à se demander si les événements de polarité pouvaient être liés à des extinctions.
Les tests de corrélation entre les extinctions et les inversions sont difficiles pour un certain nombre de raisons. Les gros animaux sont trop rares dans le registre fossile pour de bonnes statistiques. Même les données de microfossiles peuvent être sujettes à caution, puisque le registre fossile n'est fondamentalement pas complet. On peut avoir l'impression qu'une extinction s'est produite à la fin d'un intervalle de polarité alors que nous n'avons tout simplement découvert aucune donnée sur le reste de cet intervalle de polarité.
Des hypothèses ont également été avancées reliant des inversions à des extinctions de masse. La plupart de ces arguments étaient fondés sur une périodicité apparente des inversions. Mais des analyses plus attentives montrent que le taux d'inversions n'est pas constant. Il se peut, cependant, que les extrémités des superchrons aient connu une convection vigoureuse menant à un volcanisme très important, et que les cendres rejetées dans l'air aient provoqué des extinctions.
En 2010, deux scientifiques français de l'INSU ont avancé que l'affaiblissement du bouclier magnétique permettait aux protons émis par le soleil de pénétrer plus en profondeur dans les couches de l'atmosphère où ils engendrent alors des réactions chimiques en cascade qui aboutissent notamment à la formation d'oxyde nitrique, substance qui détruit la couche d'ozone. Les êtres vivants doivent alors faire face à un accroissement de la production d'UV-B pendant une longue période avec des pics importants lors des éruptions solaires. On a pu étudier ces effets en Amérique du Sud à cause de l'Anomalie magnétique de l'Atlantique sud. Cependant, l'analyse statistique ne suggère aucune corrélation entre les inversions et les extinctions,,.

### Variations actuelles: vers une nouvelle inversion?

Inversions récentes du champ magnétique (en noir : périodes de même polarité qu'aujourd'hui ; en blanc : périodes de polarité inverse).

L'étude de la magnétite présente dans les poteries antiques permet de mesurer l'intensité du champ magnétique terrestre à l'époque de la création de l'objet. Cette technique permet de dire que l'intensité du champ terrestre diminue depuis 1 500 ans. Les mesures effectuées sur tout le globe confirment que l'intensité s'est réduite de 10 % en 50 ans.
Le pôle Nord magnétique de la Terre s'est déplacé du nord du Canada vers la Sibérie (de 1 100 km) avec une vitesse actuellement croissante. En 1970, il bougeait de 10 km par an, contre 40 km en 2003 et depuis lors n'a fait qu'accélérer. Dans la dernière décennie, le nord magnétique se déplaçait d'environ un degré tous les cinq ans.
En 2013, l'Agence spatiale européenne a lancé la mission SWARM, dont l'un des objectifs est de prévoir la date de la prochaine inversion.
La nature du champ magnétique terrestre est l'une des fluctuations hétéroscédastiques. Une mesure instantanée du champ, ou plusieurs mesures de celui-ci tout au long des décennies ou des siècles, ne suffisent pas pour extrapoler une tendance générale quant à l'intensité du champ. Il a augmenté et diminué dans le passé sans aucune raison apparente. De plus, il est à noter que l'intensité locale du champ dipolaire (ou de ses fluctuations) est insuffisante pour caractériser le champ magnétique terrestre dans son ensemble, car il n'est pas strictement dipolaire. L'élément dipolaire du champ terrestre peut diminuer alors même que le champ magnétique total reste le même ou augmente.

## Inversions du passé

### L'échelle de temps

Les intervalles de polarité géomagnétique depuis le milieu du Jurassique. Les zones sombres indiquent les périodes où la polarité correspond à la polarité d'aujourd'hui, tandis que les zones claires indiquent les périodes où la polarité est inversée. On peut voir le « Cretaceous Normal », la bande noire ininterrompue au milieu du graphique.

Grâce à l'analyse des anomalies magnétiques du plancher océanique et à la datation des séquences d'inversion sur la terre, les paléomagnéticiens ont mis au point une échelle de temps de la polarité géomagnétique (TAG). L'intervalle de temps entre deux inversions est nommé intervalle de polarité. L'échelle de temps actuelle en contient 184 dans les 83 derniers millions d'années,.
Les intervalles de polarité ont été classés selon leur durée :
- Megachron, entre 100 millions et 1 milliard d'années.
- Superchron, entre 10 et 100 millions d'années.
- Chron, entre 1 et 10 millions d'années.
- Subchron, entre 100 000 et 1 million d'années.
- Microchron, moins de 100 000 ans.

Les intervalles de polarité qui durent moins de 30 000 ans sont nommés Cryptochrons, car les techniques actuelles ne permettent pas de les distinguer des excursions géomagnétiques.
Le champ terrestre s'est inversé environ 300 fois ces derniers 200 millions d'années. La dernière inversion est survenue il y a 780 000 ans.

#### Superchrons
Il y a deux superchrons bien établis, le Cretaceous Normal et le Kiaman. Un troisième candidat, le Moyero, est plus controversé. La Jurassic Quiet Zone était autrefois considérée comme un superchron, mais est maintenant attribuée à d'autres causes.
- Le Cretaceous Normal (aussi appelé le Cretaceous Superchron ou C34) a duré près de 40 millions d'années, de 120 à 83 millions d'années, c'est-à-dire, dans la période du Crétacé, de l'Aptien jusqu'au Santonien. La fréquence des inversions magnétiques a progressivement diminué au cours de la période, atteignant son point le plus bas (pas d'inversions) durant le Crétacé. Entre le Cretaceous Normal et le présent, la fréquence a généralement augmenté lentement[19].
- Le Superchron Kiaman a duré approximativement de la fin du Carbonifère à la fin du Permien (environ 50 millions d'années), de 312 à 262 millions d'années avant notre ère[19]. Le nom Kiaman dérive du village australien de Kiama, où les premières preuves géologiques de l'existence de ce superchron ont été trouvées en 1925[57].
- L'Ordovicien est soupçonné d'accueillir un autre superchron, appelé le Superchron Moyero, d'une durée de plus de 20 millions d'années (de 485 à 463 Ma A.N.E.). Mais pour l'instant, les seules traces de l’existence de ce superchron ont été trouvées dans le fleuve Moyero au nord du cercle polaire, en Sibérie[58],[59].

Certaines zones du fond de l'océan, âgées de plus de 160 Ma, présentent des anomalies magnétiques de faible amplitude qu'il est difficile d'interpréter. On les trouve sur la côte Est de l'Amérique du Nord, la côte nord-ouest de l'Afrique, et dans le Pacifique occidental. On a d'abord pensé qu'il s'agissait d'un superchron appelé la Jurassic Quiet Zone, mais des anomalies magnétiques ayant eu lieu lors de cette période ont été découvertes. Le champ géomagnétique est connu pour avoir eu une faible intensité entre environ 170 Ma et 130 Ma A.N.E., et ces parties du fond de l'océan sont particulièrement profondes, ce qui atténue le signal entre le fond de l’océan et la surface.

### Fréquence des inversions
La fréquence des inversions du champ magnétique terrestre a varié considérablement au fil du temps.
- Il y a 72 millions années (Ma), le champ s'est inversé cinq fois en un million d'années.
- Il y a 54 Ma, pendant quatre millions d'années, dix inversions se sont produites.
- Il y a environ 42 Ma, 17 inversions ont eu lieu en l'espace de trois millions d'années.
- En trois millions d'années, il y a 24 Ma, 13 inversions sont survenues.
- Pas moins de 51 inversions sont survenues dans une période de 12 millions d'années, il y a 15 millions d'années.

Ces périodes pendant lesquelles l'inversion est fréquente alternent avec quelques superchrons.

### Excursions récentes

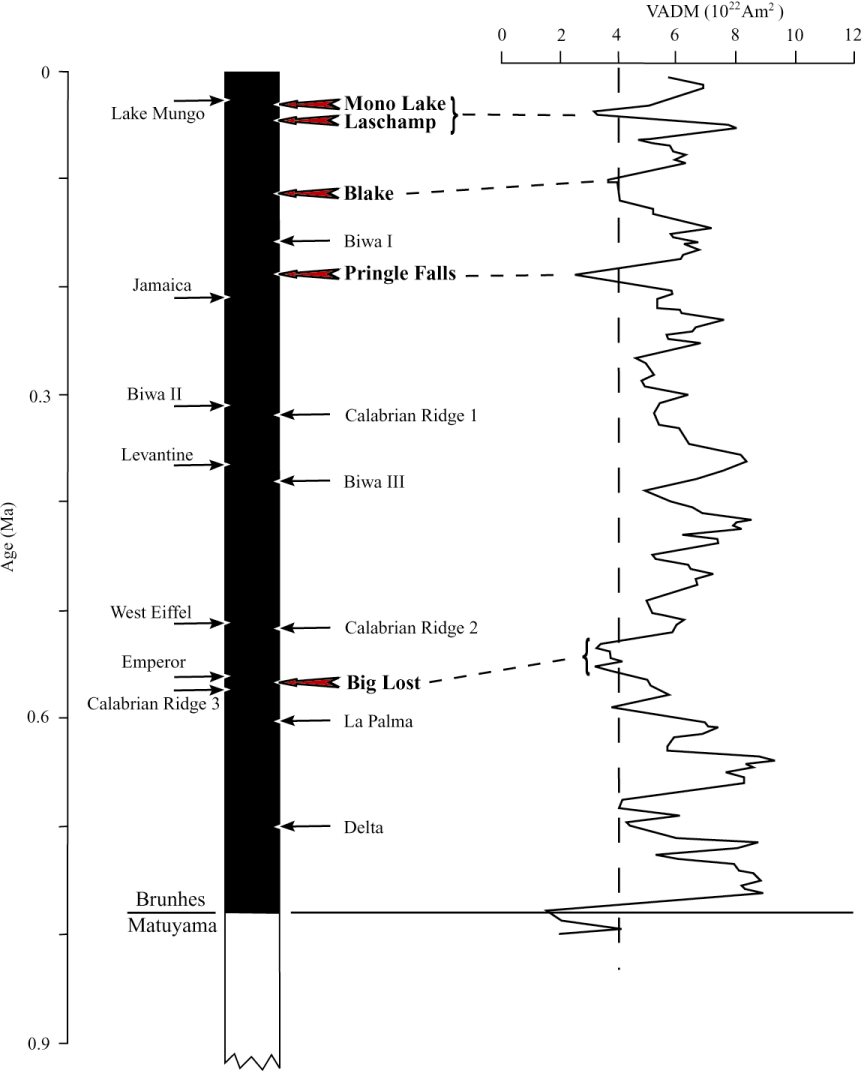
Variations du champ magnétique depuis la dernière inversion.

On donne généralement à une excursion le nom de l'endroit où on l'a découverte :
- l'excursion de Mono lake, il y a 33 ka[Note 1] ;
- l'excursion de Laschamp[10], de −41 ka à −39 ka ;
- l'excursion de Blake, il y a 120 ka ;
- l'excursion du bassin islandais (« Iceland Basin »)[10], de −188 ka à −186 ka ;
- l'excursion de Pringle Falls, il y a 211 ka ;
- l'excursion de Big Lost, il y a 570 ka ;
- l'excursion du stade 17 (« stage 17 »), il y a 670 ka.

Toutes ces excursions ont eu lieu pendant le chron actuel, c'est-à-dire après la dernière inversion en date. D'autres excursions plus anciennes ont été découvertes comme Cobb Mountain, qui a eu lieu il y a 1,2 Ma.

### Propriétés statistiques
Plusieurs études ont analysé les propriétés statistiques des inversions dans l'espoir d'apprendre quelque chose sur leur mécanisme sous-jacent. Le pouvoir discriminant des tests statistiques est limité par le faible nombre d'intervalles de polarité. Néanmoins, certaines caractéristiques générales sont bien établies. En particulier, le modèle des inversions est aléatoire. Il n'existe aucune corrélation entre les longueurs des intervalles de polarité. Il n'y a pas de préférence pour la polarité normale ou inversée, et aucune différence statistique entre les distributions de ces polarités. Cette absence de parti pris est aussi une prédiction robuste de la théorie de la dynamo. Enfin, comme mentionné ci-dessus, le taux d'inversions varie au fil du temps.
Le caractère aléatoire de l'inversion est incompatible avec la périodicité, mais plusieurs auteurs ont prétendu trouver la périodicité. Cependant, ces résultats sont probablement des artefacts d'une analyse utilisant des protocoles Sliding Window pour déterminer les taux d'inversion.
La plupart des modèles statistiques d'inversion les analysent comme un processus de Poisson ou d'autres types de processus de renouvellement. Un processus de Poisson aurait, en moyenne, un taux d'inversion constant, de sorte qu'il est courant d'utiliser un processus non stationnaire de Poisson. Cependant, comparé à un processus de Poisson, il y a une probabilité réduite d'inversion pour des dizaines de milliers d'années après une inversion. Cela pourrait être dû à une inhibition dans le mécanisme sous-jacent, ou pourrait simplement signifier que certains intervalles de polarité plus courts ont été manqués. Un modèle d'inversion aléatoire avec inhibition peut être représenté par un processus gamma. En 2006, une équipe de physiciens de l'Université de Calabre a constaté que les inversions peuvent également se conformer à une distribution de Lévy, qui décrit des processus stochastiques avec des corrélations à long terme entre les événements dans le temps,. Les données sont également compatibles avec un processus déterministe, mais chaotique.

## Techniques d'observation
Il existe deux disciplines consacrées à l’étude et la datation des événements de polarité géomagnétique :

### Le paléomagnétisme
Le paléomagnétisme est l'étude des variations géomagnétiques terrestres.
Les inversions du champ qui ont déjà eu lieu ont été enregistrées dans la solidification des minéraux ferromagnétiques (ou plus exactement, ferrimagnétiques) contenus dans les dépôts sédimentaires consolidés ou dans les coulées volcaniques refroidies.
Les inversions géomagnétiques qui ont déjà eu lieu ont d'abord été remarquées en observant les anomalies des bandes magnétiques sur le plancher océanique. Lawrence W. Morley, Frederick John Vine et Drummond Hoyle Matthews ont fait le lien avec l'expansion océanique dans l'hypothèse Morley-Vine-Matthews, qui a rapidement conduit à l'élaboration de la théorie de la tectonique des plaques. Le taux relativement constant auquel le plancher océanique se répand crée des bandes dans le substrat à partir desquelles la polarité du champ magnétique passé peut être déduite, grâce notamment au remorquage d'un magnétomètre le long du plancher océanique.
Puisque aucune zone de subduction existant actuellement n'a plus de 190 millions d'années (Ma), d'autres méthodes sont nécessaires pour détecter les inversions plus anciennes. La plupart des roches sédimentaires contiennent de petites quantités de minéraux riches en fer, dont l'orientation est influencée par le champ magnétique ambiant au moment où elles se sont formées. Ces roches peuvent conserver un enregistrement du champ s'il n'est pas effacé par un changement chimique, physique ou biologique par la suite.
Puisque le champ magnétique est global, des schémas similaires de variations magnétiques obtenus dans différents lieux peuvent être utilisés pour confirmer la datation. Au cours des quatre dernières décennies beaucoup de données paléomagnétiques sur l'âge du plancher océanique (jusqu'à ~ 250 Ma) ont été recueillies et sont utilisées pour estimer l'âge des coupes géologiques. Cette technique dépend de méthodes de datation absolue comme les procédés radiométriques pour déterminer la date d'une inversion. Elle est devenue particulièrement utile pour les géologues métamorphiques et magmatiques qui disposent de peu de fossiles stratigraphiques.

### L'archéomagnétisme
L'archéomagnétisme est l'étude des variations du champ magnétique terrestre enregistrées par les minéraux magnétiques présents dans l'argile et permet l'étude des variations magnétiques récentes ( à l’échelle de l'histoire humaine).

## Dans les œuvres de fiction
- Dans les différents comics Marvel (depuis 1939), l’inversion des pôles magnétiques est une des pires menaces que représente le pouvoir de Magnéto. Dans l’univers principal, il l’utilise comme moyen de chantage envers l’ONU. Dans l’univers Ultimate Marvel, cette menace est réalisée dans la saga Ultimatum. Pour les besoins de l’histoire, le scénario utilise les hypothèses les plus pessimistes sur les conséquences d’une inversion brutale.
- Dans l'épisode 22 de la série animée Goldorak (1976), Les Massacreurs du ciel, le Professeur Procyon développe un magnéti-fisseur, destiné à inverser les lignes de force magnétique de la Terre[Note 3].
- Dans le film Fusion (2003), le cœur de la Terre s'est arrêté. Il commence donc à apparaître des phénomènes alarmants.
- Dans la série Nick Cutter et les Portes du temps (2007-2011), l'inversion des pôles magnétiques de la Terre est responsable de la formation de portails spatio-temporels, appelés anomalies.
- Dans le film 2012 (2009), le pôle Sud magnétique se retrouve dans le Wisconsin.
- Dans le film L'Enfer de glace (2005), le professeur David Kotzman est envoyé en Antarctique afin de mener des études scientifiques sur le réchauffement climatique. Il y fait une découverte surprenante : des peintures murales, dans la glace, datant de plus de dix mille ans. En se basant sur l'étude de ces œuvres, il construit un nouveau modèle de prévisions météorologiques indiquant un basculement imminent des pôles. Presque aussitôt, la Floride est touchée par une terrible vague de froid qui gèle tout sur son passage, avec des températures atteignant jusqu'à −273 °C.
- Dans le film Survivre (2024), l'inversion des pôles magnétique provoque le retrait de la mer.

### Galerie

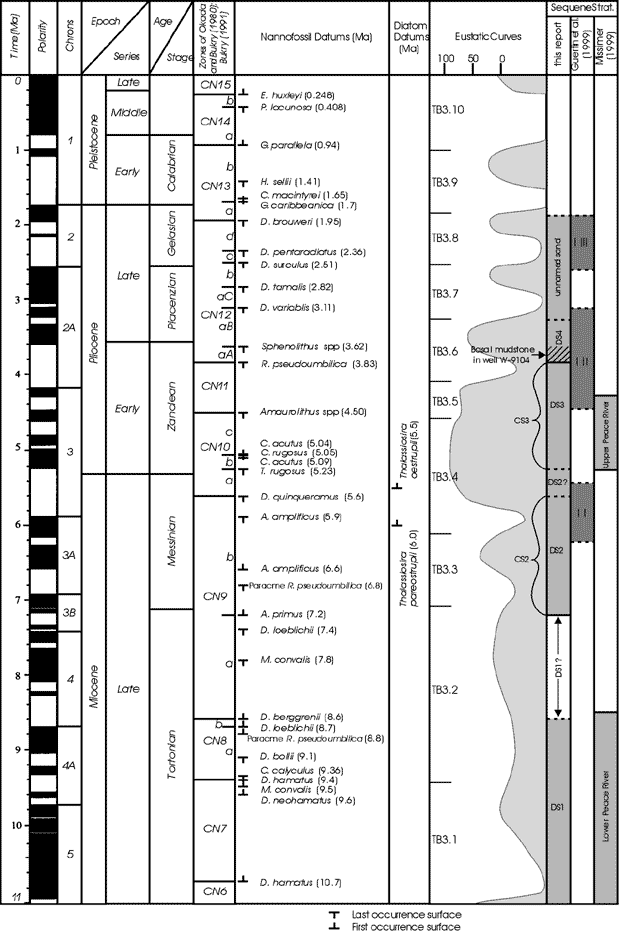
Une autre échelle d'intervalles de polarité.
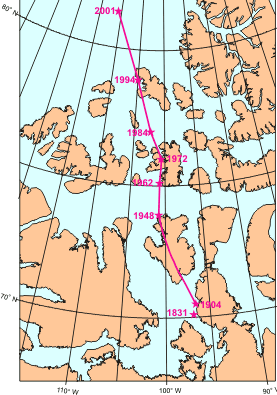
Le mouvement du pole Nord magnétique à travers l’arctique canadien,1831-2001.
Structure de la magnétosphère.
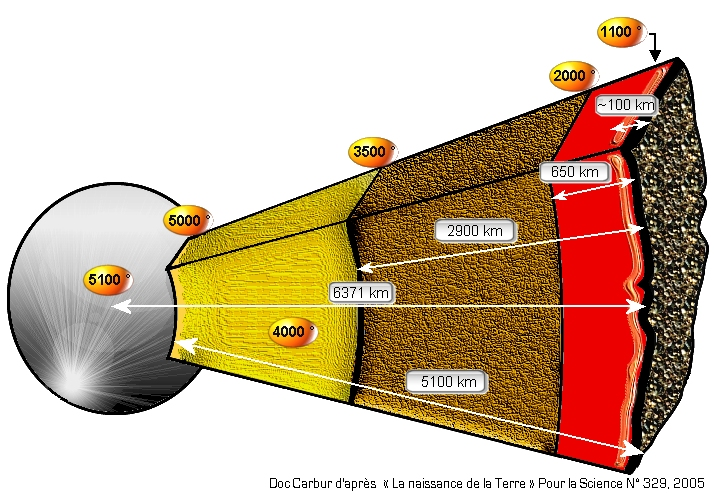
Dimensions et températures internes du globe terrestre.
Vue en coupe de la terre.